# روباه پرنده ریوکو
روباه پرنده ریوکو (نام علمی: Pteropus dasymallus) نام یک گونه از سرده روباه پرنده است.